# Abundius z Coma
Svatý Abundius z Coma byl biskupem Coma.
Narodil se v Soluni a stal se biskupem města Como. Roku 450 se zúčastnil Koncilu v Konstantinopoli. Byl vyslancem papeže sv. Lva I. Velikého k císaři Theodosiovi II. Jeho misie vedla roku 451 na Chalkedonský koncil a roku 452 na Koncil v Miláně. Byl autorem některých Te Deum laudamus
Zemřel roku 469 v Comu.
Jeho svátek se slaví 2. dubna. Je patronem města a diecéze Como.